# El cuco
El cuco és una pel·lícula de thriller sobrenatural del 2023 dirigida per Mar Targarona a partir d'un guió d'Alfred Pérez-Fargas i Robert Danès, i protagonitzada per Belén Cuesta, Rainer Reiners, Jorge Suquet i Hildegard Schroedter. S'ha subtitulat al català.
La trama gira al voltant d'un intercanvi de llars entre una parella espanyola (Cuesta i Suquet), que espera el seu primer fill, i una parella d'alemanys ja grans (Schroedter i Reiners).
Es va estrenar al XXVI Festival de Màlaga el 17 de març de 2023 i va arribar als cinemes d'Espanya amb la distribució de Filmax el 15 de setembre de 2023.
La pel·lícula és una coproducció catalano-alemanya de Rodar y Rodar Cine i El Pájaro Cuco AIE —amb seu a Barcelona— i Barry Films —de Berlín—, amb la participació de RTVE, Orange i Crea SGR; i amb finançament de l'ICAA i l'ICEC.